# Bermet
Bermet od njem. vermut, vrsta je aromatiziranog vina (ili rakije) s dodatkom pelina, angelike, korijandra, anisa, kadulje i dr. U prosjeku sadrži 15 do 16 posto alkohola.
Najčešće se proizvodi od crnog vina koje se stoljećima proizvodi u sjeverozapadnoj Hrvatskoj, poglavito na području Plešivice, Samoborskom vinogorju i u Srijemu. Najcjenjeniji je samoborski bermet čije je ime uvršteno u popis hrvatskih tradicionalnih naziva.
Pije se kao aperitiv, digestiv ili kao lijek za probavne tegobe.

## Vanjske poveznice
- http://www.poslovni.hr/after5/samoborski-bermet-aperitiv-dobar-kao-lijek-140293
- http://www.24sata.hr/kuhanje/slatko-gorkasti-aperitiv-za-sve-prilike-samoborski-bermet-334039